# Лесная Тарновица
Лесная Тарновица (укр. Лісна Тарновиця) — село в Надворнянской городской общине Надворнянского района Ивано-Франковской области Украины.
Население по переписи 2001 года составляло 1675 человек. Занимает площадь 13.308 км². Почтовый индекс — 78422. Телефонный код — 03475.